# Pavlovskiata subgutturosae
Pavlovskiata subgutturosae är en tvåvingeart som beskrevs av Grunin 1949. Pavlovskiata subgutturosae ingår i släktet Pavlovskiata och familjen styngflugor. Inga underarter finns listade i Catalogue of Life.